# Alt-Marzahn 66
Das Haus Alt-Marzahn 66 am Anger des Berliner Ortsteils Marzahn im Bezirk Marzahn-Hellersdorf ist ein Wohngebäude, welches im 19. Jahrhundert als privates Wohnhaus unter der Adresse Dorfstraße 1 errichtet worden ist. Es steht seit den 1970er Jahren unter Denkmalschutz.

## Lage
Die Längsachse des Gebäudes verläuft auf der Südseite des Angers. Es ist der ehemalige Standort eines Hilfsgebäudes (Kate) für die alte Dorfschule. Am Ostgiebel steht ein späterer Anbau, der auf der Straßenseite keinen Eingang aufweist.

## Geschichte
Nach Abriss der Kate entstand an dieser Stelle (damals Dorfstraße 1) um 1860 ein Wohnhaus für einen Landwirt, das sich fast 50 Jahre im Privatbesitz befand. Im Jahr 1938 bekam die Immobilie infolge der Neubenennung der Dorfstraße (südlicher Verkehrsweg um den historischen Anger) und der Dorfaue (nördlicher Verkehrsweg um den Anger) zu Alt-Marzahn ihre jetzige Hausnummer 66. Noch 1943 enthält das Adressbuch hier den Eintrag: Bauer W. Grothe, Eigentümer.
In der DDR-Zeit war das Anwesen Kommunaleigentum und wurde unter anderem genutzt als Landambulatorium (1955) und Mütterberatungsstelle (Anfang der 1960er Jahre) und in den 1970er Jahren als Bezirksschwesternstation in Lichtenberg.
Im Jahr 1989 erschien unter dieser Adresse eine Kinderkieferorthopädie.
Nach der Wende wurde in diesem Haus weiterhin eine Kinderkieferorthopädische Praxis geführt. Auch in den 2020er Jahren befindet sich hier eine zahnärztliche Gemeinschaftspraxis eines Ehepaares. Jedoch wurde das Haus reprivatisiert.

## Architektur

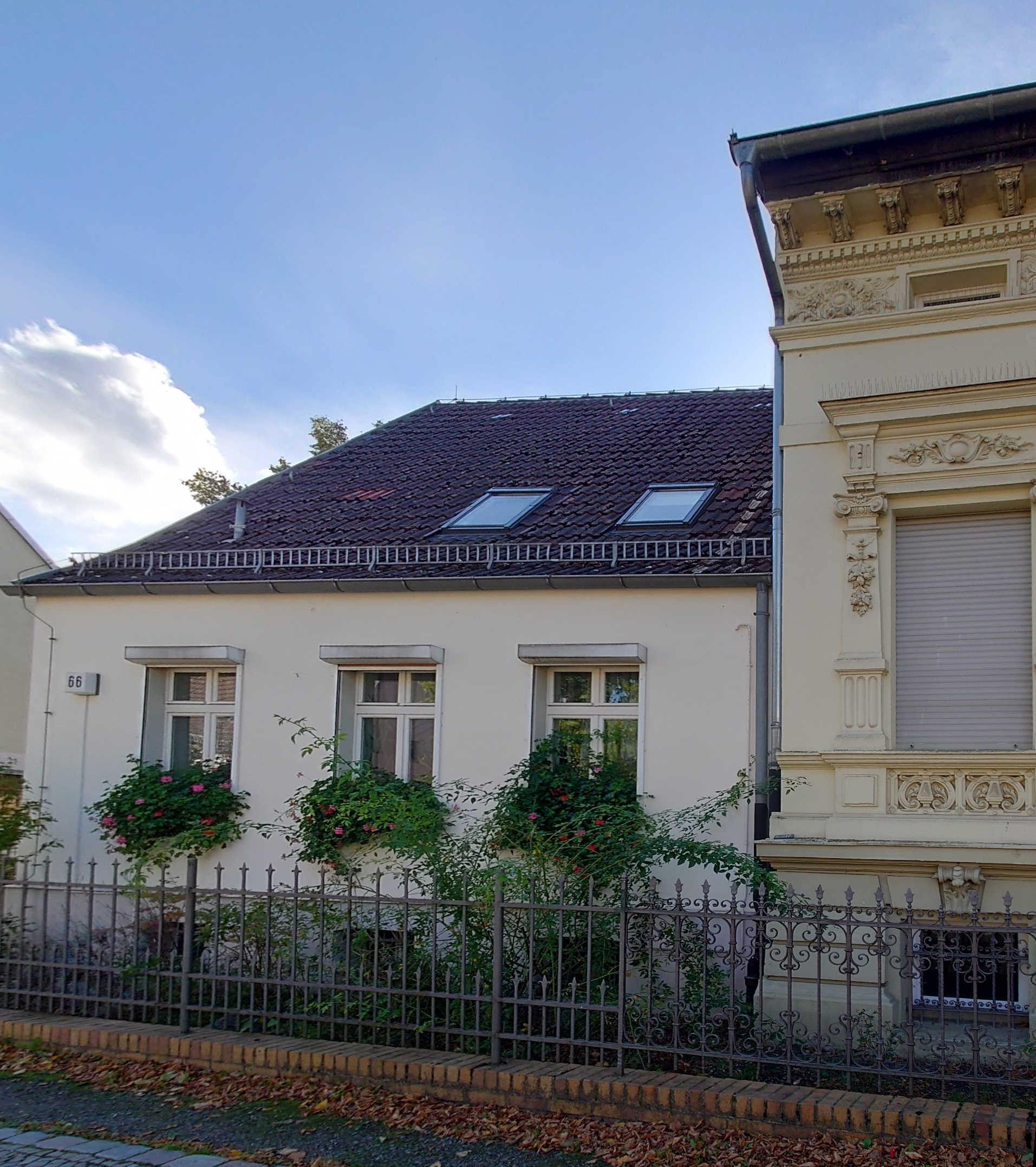
Anbau und ein Teilstück des Hauses Alt-Marzahn 66

Der Baustil des höheren Gebäudeteils wird dem Historismus zugerechnet. Es handelt sich um ein siebenachsiges verputztes Gebäude, das voll unterkellert ist. Über den im Hochparterre gelegenen Wohn- und Praxisräumen gibt es noch einen flachen Dachbodenbereich. Der Haupteingang befindet sich in der Mitte des Hauses in der ersten Etage. Er ist über eine Freitreppe direkt von der Straße aus erreichbar. Der gemauerte Treppenunterbau und der Bereich der Eingangstür sind mit schönem Putzdekor geschmückt.
Die Gitter der Kellerfenster, das Treppengeländer und die Tore neben dem Haus zum Hof hin sind mit schmiedeeisernen Ornamenten geschmückt.
Der Anbau hat seinen Eingang auf der Hofseite. Er weist keinen Bauschmuck auf, ist eingeschossig und dreiachsig ausgeführt. Seine Länge beträgt etwa acht Meter, die Breite liegt bei rund zehn Meter.

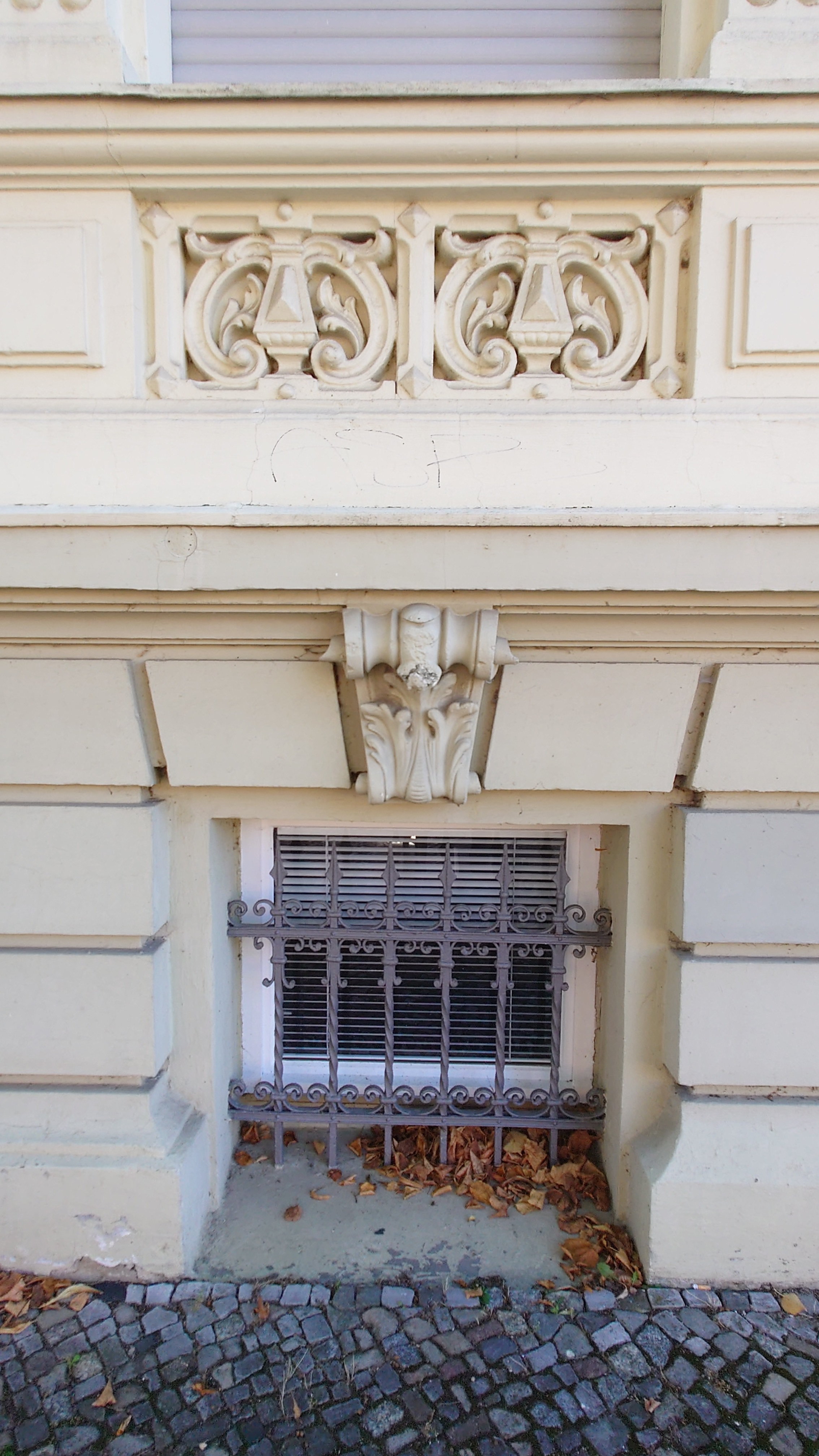
Kellerfenster mit Gitter und einem Putzornament
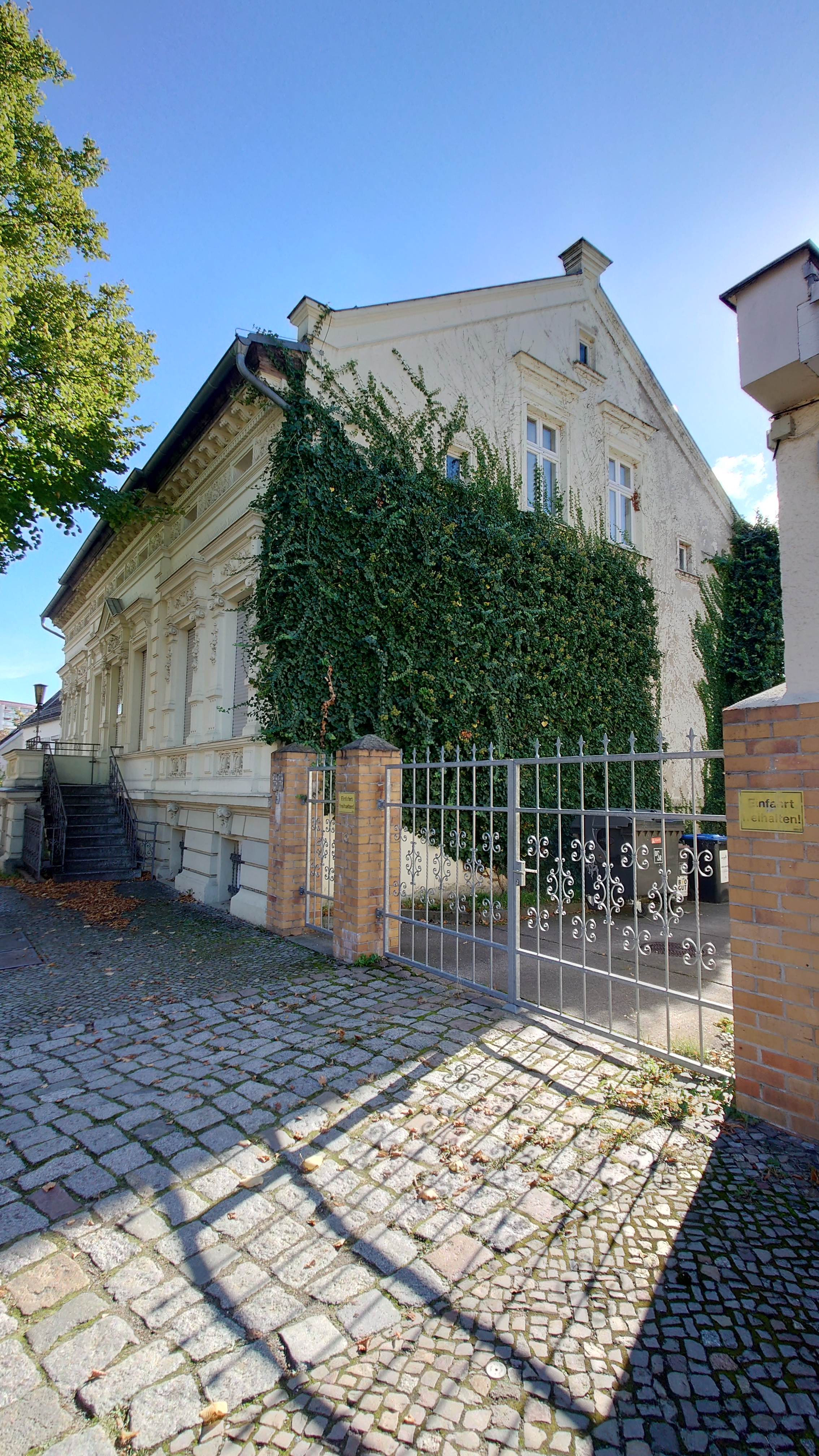
Westgiebel und Hoftor mit Schmuckelementen
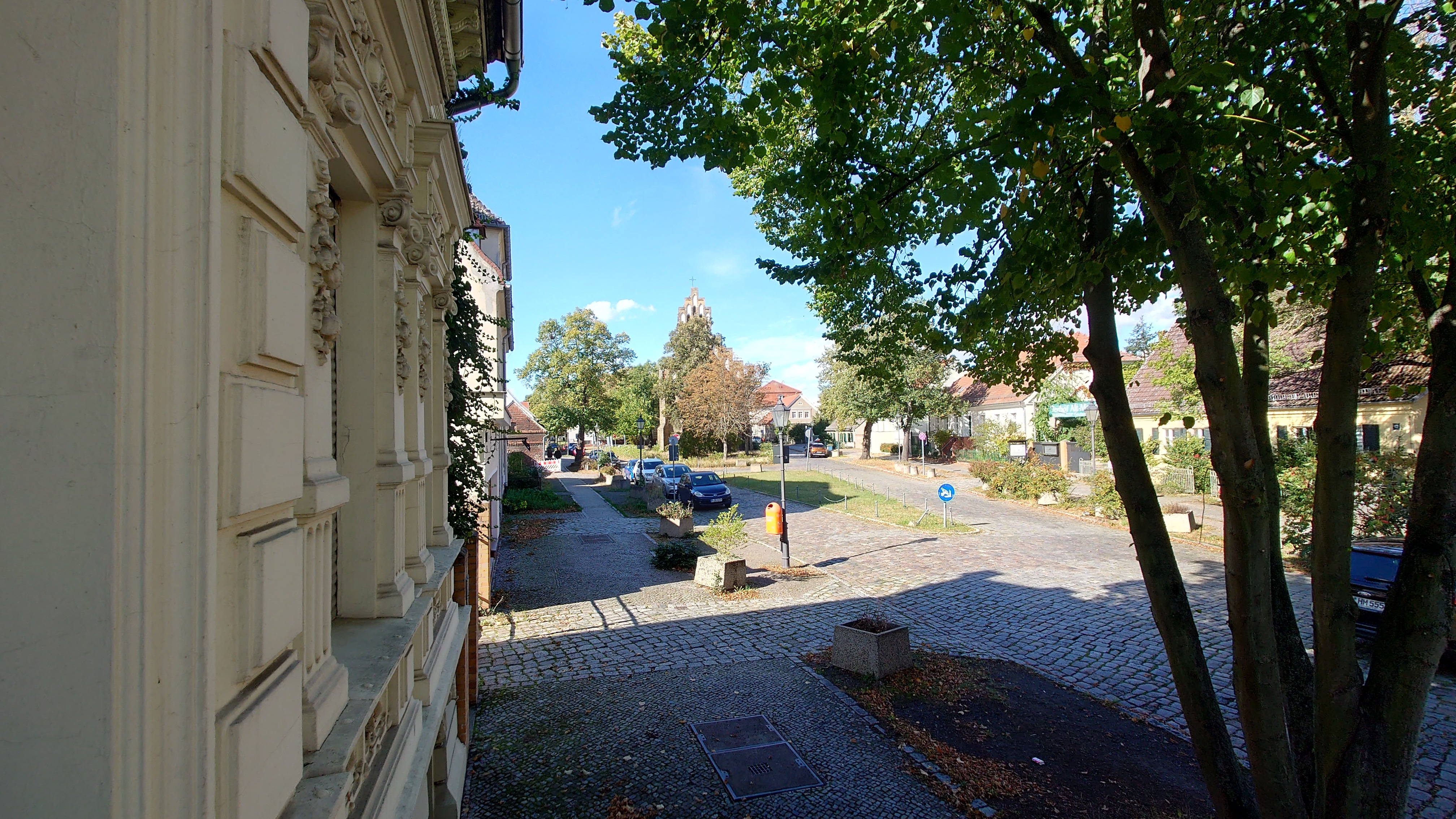
Blick von Osten entlang der Fassade Richtung Anger und Kirche